# Hexarrhopala rufipennis
Hexarrhopala rufipennis là một loài bọ cánh cứng trong họ Cerambycidae.